# Magic Number
《Magic Number》（マジックナンバー），是坂本真綾的第十七張單曲。

## 作品簡介
- 于上张单曲相隔将近一年的新作品，為日本電視動畫「奇蹟少女KOBATO.」的片頭曲，作詞者為坂本真綾，作曲者為ROUND TABLE的北川勝利。
- Bonus track收錄了2009年1月在東京國際論壇大樓舉行的現場演唱，收錄歌曲有出自專輯。
- 這是繼（CLAMP學園偵探團廣播劇主题曲）、「Gift」（CLAMP學園偵探團動畫主题曲）、「プラチナ」(百變小櫻 OP)、「Loop」(TSUBASA 第一季ED)、「風待ちジェット」(TSUBASA 第二季 ED)、「スピカ」(TSUBASA 第二季插入曲)、「さいごの果実」(TSUBASA OVA-TokyoRevelations ED)、「action!」(CLAMP IN WONDERLAND 1&2主題歌)之後坂本真綾演唱的第9首CLAMP作品歌曲。

## 收錄曲
1. マジックナンバー
  - 作詞：坂本真綾、作曲・編曲：北川勝利、ストリングアレンジ：河野伸
  - NHKBS2電視動畫『奇蹟少女KOBATO.』的片頭曲。
2. Private Sky
  - 作詞：坂本真綾、作曲：多保孝一、編曲：中村タイチ
3. カザミドリ -live version-
  - 作詞：坂本真綾、作曲：横田はるな、編曲：河野伸
4. ポケットを空にして -live version-
  - 作詞：岩里祐穗、作曲：菅野洋子、編曲：河野伸

## 關聯項目
- 奇蹟少女KOBATO.

## 外部連結
- （日語）單曲官網 （页面存档备份，存于）